# Bolong yixianensis
Il bolong (Bolong yixianensis Wu et al., 2010) era un dinosauro erbivoro appartenente al gruppo degli iguanodonti. Visse nel Cretaceo inferiore (Barremiano/Aptiano, a partire da 130 milioni di anni fa) e i suoi resti fossili sono stati ritrovati in Cina.

## Descrizione
Questo dinosauro è conosciuto grazie a uno scheletro incompleto, comprendente il cranio. Come tutti gli iguanodonti, possedeva un corpo relativamente robusto e lunghe zampe posteriori forti. Si suppone che l'animale adulto fosse un iguanodonte di medie dimensioni, pesante circa 200 chilogrammi. Le zampe posteriori, in rapporto a quelle di altri iguanodonti come Mantellisaurus, sembrano essere state particolarmente robuste e corte, in particolare la regione metatarsale. Si suppone quindi che Bolong fosse un animale relativamente lento e poco adatto alla corsa. Le zampe anteriori, nonostante fossero abbastanza corte, erano snelle e dotate di tre unghie a forma di artiglio.

## Classificazione
Bolong è stato descritto per la prima volta nel 2010, sulla base di uno scheletro incompleto proveniente dalla formazione Yixian (provincia di Liaoning). È considerato un iguanodonte più basale (primitivo) rispetto a Jinzhousaurus, vissuto più o meno nello stesso periodo e negli stessi luoghi, e a gran parte degli iguanodonti rinvenuti in Asia. 
Successivamente (2013) è stato descritto un esemplare giovanile proveniente dalla Mongolia Interna. Lo studio rivela che Bolong, durante la crescita, mostrava alcune modificazioni ontogenetiche: l'aumento del numero di denti nella mascella e nella mandibola, una maggiore robustezza dello jugale e della scapola, l'accorciamento e il rafforzamento di radio e ulna rispetto alla zampa posteriore e il relativo accorciamento dei metatarsi. Questo esemplare quasi completo (noto come ZMNH M8812) rappresenta il primo fossile giovanile di iguanodonte non adrosauroide proveniente dal Cretaceo inferiore asiatico.